# Bicudo-de-cabeça-preta
O bicudo-de-cabeça-preta (Pheucticus melanocephalus) é uma ave comedora de sementes de tamanho médio da família Cardinalidae. Às vezes é considerado coespecífico com o Pheucticus ludovicianus com o qual hibridiza nas Grandes Planícies Americanas.
É uma ave migratória, com áreas de nidificação do sudoeste da Colúmbia Britânica, através da metade ocidental dos Estados Unidos, até o centro do México. Ocorre como vagabundo mais ao sul da América Central.

## Descrição

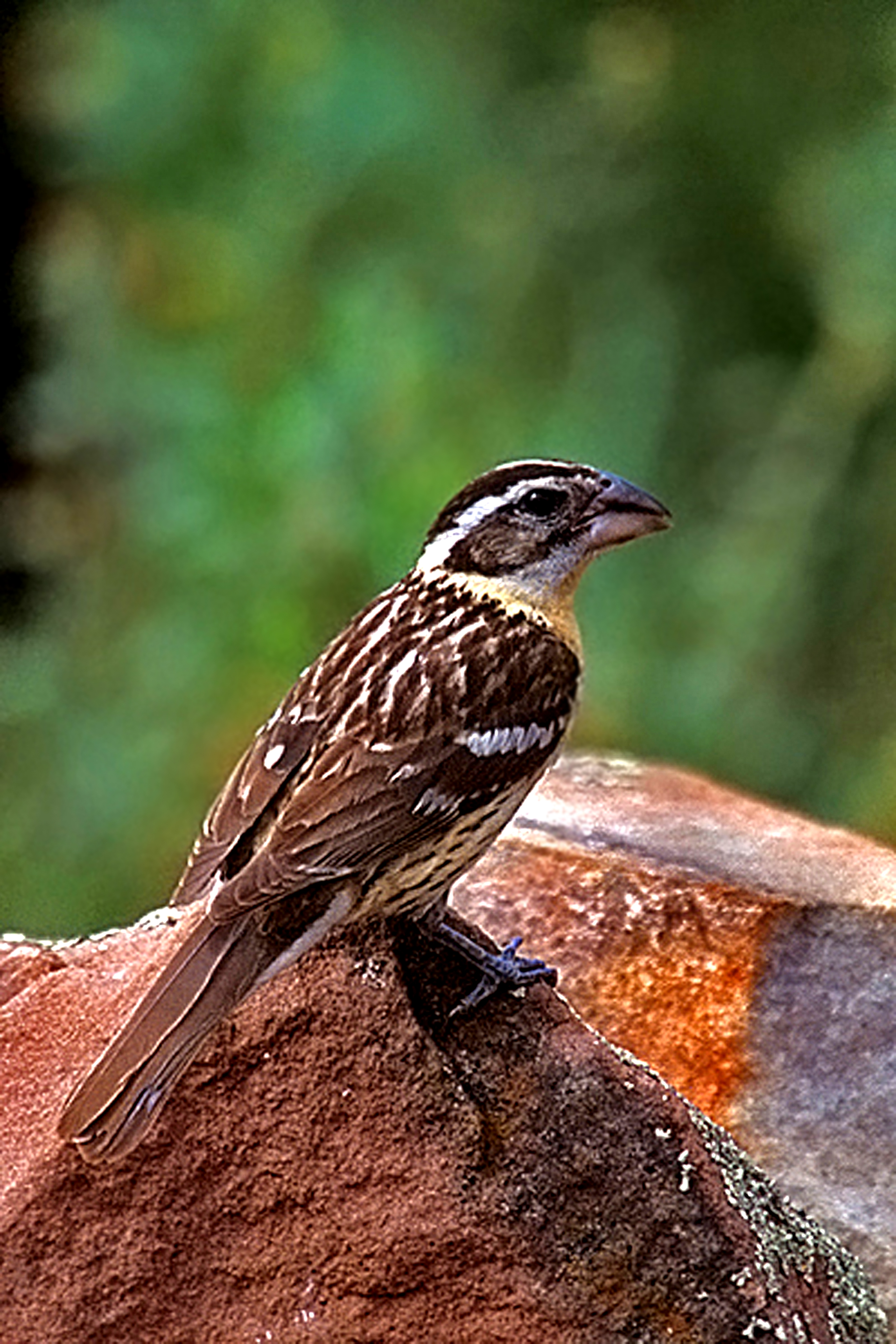
A fêmea desta espécie se parece com a fêmea do bicudo-de-peito-rosa e é melhor separá-la geograficamente.

### Medidas:[2]
- Comprimento: 18-19cm
- Peso: 34-48g
- Envergadura: 32cm

O bicudo-de-cabeça-preta é semelhante em tamanho a um Estorninho-malhado. De acordo com o nome, o macho tem cabeça preta, asas e cauda pretas com manchas brancas proeminentes. Seu peito é de cor laranja escuro a fulvo e sua barriga é amarela. A fêmea tem cabeça, pescoço e costas marrons com listras pretas semelhantes às de um pardal. Ela também tem listras brancas no meio da cabeça, sobre os olhos e nas bochechas. Seu peito é branco e as asas e a cauda são marrom-acinzentadas com duas barras brancas nas asas e bordas das asas amareladas.

## Habitat
O bicudo-de-cabeça-preta prefere viver em áreas arborizadas decíduas e mistas. Ele gosta de estar em áreas com grandes árvores e arbustos grossos, como manchas de árvores de folhas largas e arbustos em florestas de coníferas, incluindo corredores ribeirinhos, leitos de rios, margens de lagos, pântanos e áreas suburbanas.

## Ninhos
As fêmeas constroem ninhos entre a folhagem densa em um galho externo de árvores ou arbustos altos de folhas largas, 0,91-11m acima do solo. Eles ocasionalmente crescem em arbustos densos, como a amora-preta. O ninho tem a forma de um pires aberto, feito de capim fino, radículas, galhos, cascas e agulhas de coníferas. Muitas vezes, é forrado com radículas, cabelos e material vegetal fino. A fêmea põe de dois a cinco ovos verde-claros, azuis ou cinza, manchados de marrom avermelhado e escuro. Os ovos são incubados pelo macho e pela fêmea por 12 a 14 dias. Depois que os ovos eclodem, os filhotes deixam o ninho em cerca de 11 ou 12 dias, mas ficam incapazes de voar por mais duas semanas. Os jovens são alimentados por ambos os adultos. A monogamia do bicudo-de-cabeça-preta está em estudo, mas os laços de casal geralmente duram apenas uma estação reprodutiva. Eles normalmente têm uma ninhada por temporada, embora duas ninhadas tenham sido documentadas no sopé do Vale de Sacramento, na Califórnia.

## Canto
O canto do bicudo-de-cabeça-preta é um gorjeio rico que é semelhante ao de um tordo-americano, mas mais fluente, mais rápido, mais suave, mais doce e suave com passagens ascendentes e descendentes que tornam a canção muito mais longa do que a do tordo. A nota é um ik ou eek sustenido. Tanto o macho quanto a fêmea cantam, mas têm canções diferentes.

## Dieta
O bicudo-de-cabeça-preta come pinho e outras sementes, bagas, insetos e aranhas e frutas. Durante o verão, come principalmente aranhas, caracóis e insetos. É um dos poucos pássaros, junto com o papa-figos, que pode comer com segurança a venenosa borboleta-monarca. Em suas áreas de invernada, consome muitas borboletas-monarca, talvez mais de um milhão por ano nas colônias invernantes no México. No entanto, apenas o bicudo-de-cabeça-preta é fisiologicamente insensível aos Cardioglicosídeos nas monarcas, que as lagartas monarcas sequestram de suas plantas hospedeiras e são retidas pelos adultos mesmo após a metamorfose, o que as protege da maioria das aves predadoras. As mesmas alterações genéticas que conferem resistência aos venenos no monarca e seus parentes foram encontradas no bicudo-de-cabeça-preta em um caso de evolução convergente. O alvo celular dos venenos do coração é o primeiro circuito extracelular da bomba de sódio, uma bomba iônica crítica necessária para que as células nervosas disparem e as células cardíacas se contraiam. Duas das quatro cópias do gene que codifica essa proteína no grosbeak têm alterações que também são encontradas em insetos adaptados para se alimentarem de plantas produtoras de glicosídeos cardíacos. Em uma das cópias, ela tem as mesmas alterações genéticas nas posições 111 e 119 que no crescimento comum e outras borboletas Euploea intimamente relacionadas ao monarca, e em outra cópia, a posição 111 tem a mesma alteração que os insetos Largus, que se alimentam de plantas Apocynaceae que produzem glicosídeos cardíacos As mutações nas posições 111 e 119 demonstraram juntas, mas não sozinhas, conferir resistência aos venenos cardíacos em insetos por meio de epistasia intramolecular positiva. Na época de reprodução, o bicudo-de-cabeça-preta chega aos alimentadores de pássaros para girassol e outros tipos de sementes e frutas, e também se junta a papa-figos-do-norte nos comedouros com geléia de uva.

## Migração
Os bicudos-de-cabeça-preta variam da costa do Pacífico até o meio das Grandes Planícies dos Estados Unidos e do sudoeste do Canadá até as montanhas do México. As aves americanas e canadenses são altamente migratórias, invernando no México. Nas Grandes Planícies, o alcance do grosbeak de cabeça preta e do grosbeak de peito rosa se sobrepõe e eles se cruzaram um pouco. Após a época de reprodução, eles tendem a procurar áreas ricas em bagas. Eles migram para o sul no início do outono e retornam para o norte no final da primavera e são conhecidos por fazer bandos.

## Comportamento

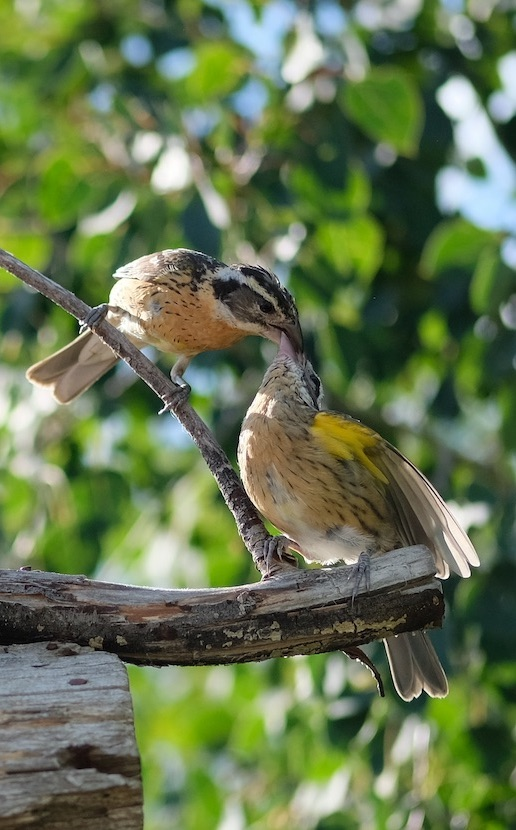
Mãe alimentando filhote

Bicudos-de-cabeça-preta frequentemente cantam de poleiros proeminentes. Tanto o macho quanto a fêmea cantam, mas têm canções diferentes, e ambos são conhecidos por cantar no ninho durante a incubação. Ao tentar cortejar uma fêmea, os machos voam com as asas e o rabo abertos. Eles se alimentam na folhagem, no solo ou na vegetação rasteira e são comedores proeminentes de frutos silvestres. Ao se alimentar, os filhotes cantam para a mãe, agitando as asas e exibindo as penas inferiores amarelas.